# Буркард Дзеніс
Буркард Дзеніс (латис. Burkards Dzenis Burkards Dzenis; 11 липня 1879, Дрейліньська волость, Ліфляндської губернії, Російська імперія (нині - Стопіньський край Латвії - 17 серпня 1966, Дейтоні, Огайо, США) — латвійський скульптор. Один із засновників професійної латвійської скульптури. 

## Біографія
Народився 11 липня 1879 року в Дрейліньській волості Ліфляндської губернії, Російської імперії (нині - Стопіньський край Латвії).  Двоюрідний брат - латвійський скульптор Теодор Залькалнс. 

### Роки навчання
За прикладом старшого брата Теодора вступив до Центрального училища технічного малювання барона О. Л. Штігліца в Санкт-Петербурзі. В цей же час тут вчилися - Яніс Куга, Рудольф Перлі, брати Карліс і Едуард Бренценс. Буркард Дзеніс успішно закінчив цей навчальний заклад у 1905 році . 
Згодом Дзеніс деякий час удосконалювався у школі-майстерні Огюста Родена в Парижі (1905) і Строгановському Центральному художньо-промисловому училищі у Москві (1907). 

### Початок творчого шляху
Буркард Дзеніс брав участь в роботі петербурзького латиського художнього гуртка «Рукіс» (1898-1905). З 1910 року, після повернення в Ригу, Буркард Дзеніс працював учителем творчих дисциплін в ризьких школах. Спільно з Я. Тілбергом був засновником Латиського товариства заохочення мистецтв (1910). 
Брав участь у виставках з 1910 року. У ранніх роботах було помітно вплив Огюста Родена (таких як «Голова старого-італійця» і «Портрет жінки» (1922). Надалі знайшов свій стиль. Найбільш відомі роботи: «Портрет письменниці А. Брігадере» (1911), «Портрет письменника А. Саулітіса» (1911). Працював також в області декоративно-прикладного мистецтва, прикладної та книжкової графіки, поштової мініатюри. Був автором першого варіанту ("неофіційного") латвійського герба 1918 року, в основу якого лягли розробки Ансіса Ціруліса (три зірки і Сонце) використані на поштових марках і символіці латиських стрільців . 

### Керівник відділу мистецтв
У 1918 році Буркард Дзеніс спільно з Янісом кугою стає керівником «Відділу мистецтв», створеним при Комісаріаті народної освіти тимчасово окупованої більшовиками Латвії. 
Починанням цієї роботи була організація зі створення вищої мистецької освіти в Латвії. 
Під тиском більшовиків Буркард Дзеніс створив перший на території Латвії пам'ятник Карлу Марксу, встановлений у центрі Риги, перед будівлею міськвиконкому. 
Коли в кінці травня 1919 року Прибалтійський ландесвер , Залізна дивізія та ін. військові формування витіснили з Риги окупантські підрозділи Червоної Армії - монумент Карлу Марксу був демонтований. 

### Зрілі роки
З робіт Буркарда Дзеніса у жанрі монументальної скульптури слід виділити: пам'ятник Янісу Розенталю біля будівлі Латвійського національного художнього музею (1936). 
Створює надгробні пам'ятники - Е. Дарзіньшу (Рига, 1913), Юрісу Алунансу (Єлгава, 1913), Рудольфу Блауманісу (Ерглі, 1923), В. Олаву (Рига, 1927). Скульптурні композиції - «Портрет композитора Я. Залітіса» (1926), «Портрет письменника А. Аустріньша» (1935). Бере участь в роботі мистецького об'єднання «Садарбс» (1934-1939) і Латвійського товариства образотворчих мистецтв. 
З 1920 по 1944 рік Б. Дзеніс працював директором і головою закупівельної комісії Ризького міського художнього музею . 
C 1922 по 1944 - Буркард Дзеніс керував майстернею декоративно-прикладного мистецтва Латвійської академії мистецтв. У 1937 йому присвоєно звання професора . 

### Еміграція
У 1944 році емігрував до Німеччини, у 1950 році переїхав на постійне місце проживання до США . 
Нагороди
 Нагороджений Латвійським орденом Трьох зірок III ступеня (1938), Французьким орденом Академічних пальм (1926), Шведським орденом Вази (1928), Норвезьким орденом Святого Олава (1935), Бельгійським орденом Леопольда II (1935). 
Помер 17 серпня 1966 року в Дейтоні . 